# Villar del Pedroso
Villar del Pedroso là một đô thị trong tỉnh Cáceres, Extremadura, Tây Ban Nha. Theo điều tra dân số 2005 (INE), đô thị này có dân số là 727 người.
39°42′B 5°11′T / 39,7°B 5,183°T